# Rotondella
Rotondella este o comună din provincia Matera, regiunea Basilicata, Italia, cu o populație de 2.436 locuitori (1 ianuarie 2023) și o suprafață de 76,72 km².

## Demografie
Rotondella - evoluția demografică

|  | Graficele sunt indisponibile din cauza unor probleme tehnice. Mai multe informații se găsesc la Phabricator și la wiki-ul MediaWiki. |

Date: Recensăminte sau birourile de statistică - grafică realizată de Wikipedia